# Osłonka pergaminowa

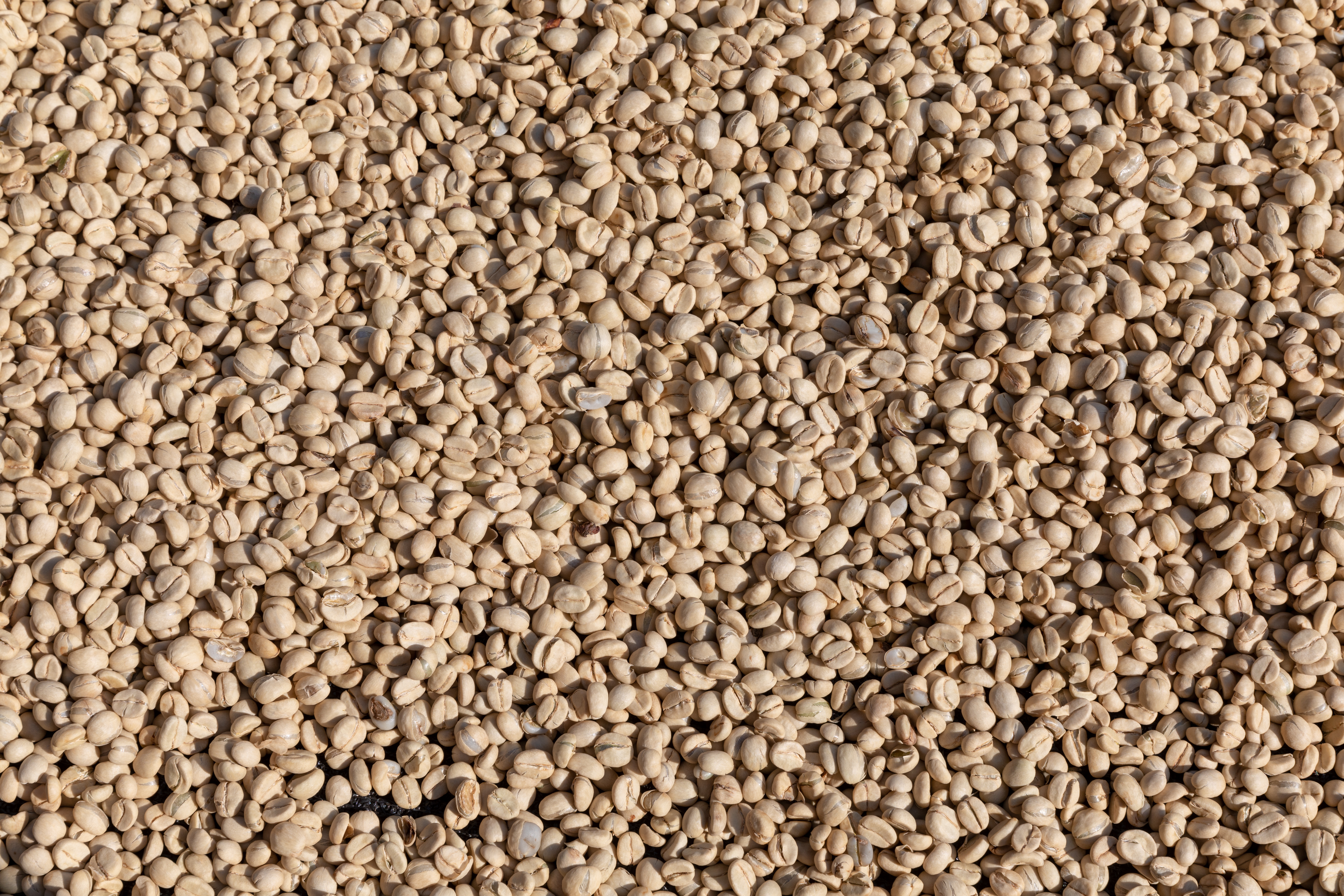
Kawa w osłonkach pergaminowych (Tanzania)

Osłonka pergaminowa (także: łuska pergaminowa) – handlowa nazwa śródowocni owocu kawowca, otaczającej ziarno.
Ziarno kawowca (po wypaleniu kawa) otoczone jest trzema skórkami. Od zewnątrz są to kolejno: zewnętrzną skórką owocu, miąższ, łuska pergaminowa i otoczka srebrzysta bezpośrednio przylegająca do ziarna. 
Łuski pergaminowe usuwane są z ziaren w łuszczarkach, podczas procesu przygotowywania kawy. W różnego rodzaju klasyfikacjach ziarna kawowego pozostawienie osłonki pergaminowej na części ziaren traktowana jest jako wada handlowa i przyznawane są za to punkty obniżające wartość danych partii kawy. Wyjątkiem jest kawa sprzedawana wraz z otoczką, nazywana kawą pergaminową.